# Yeezus

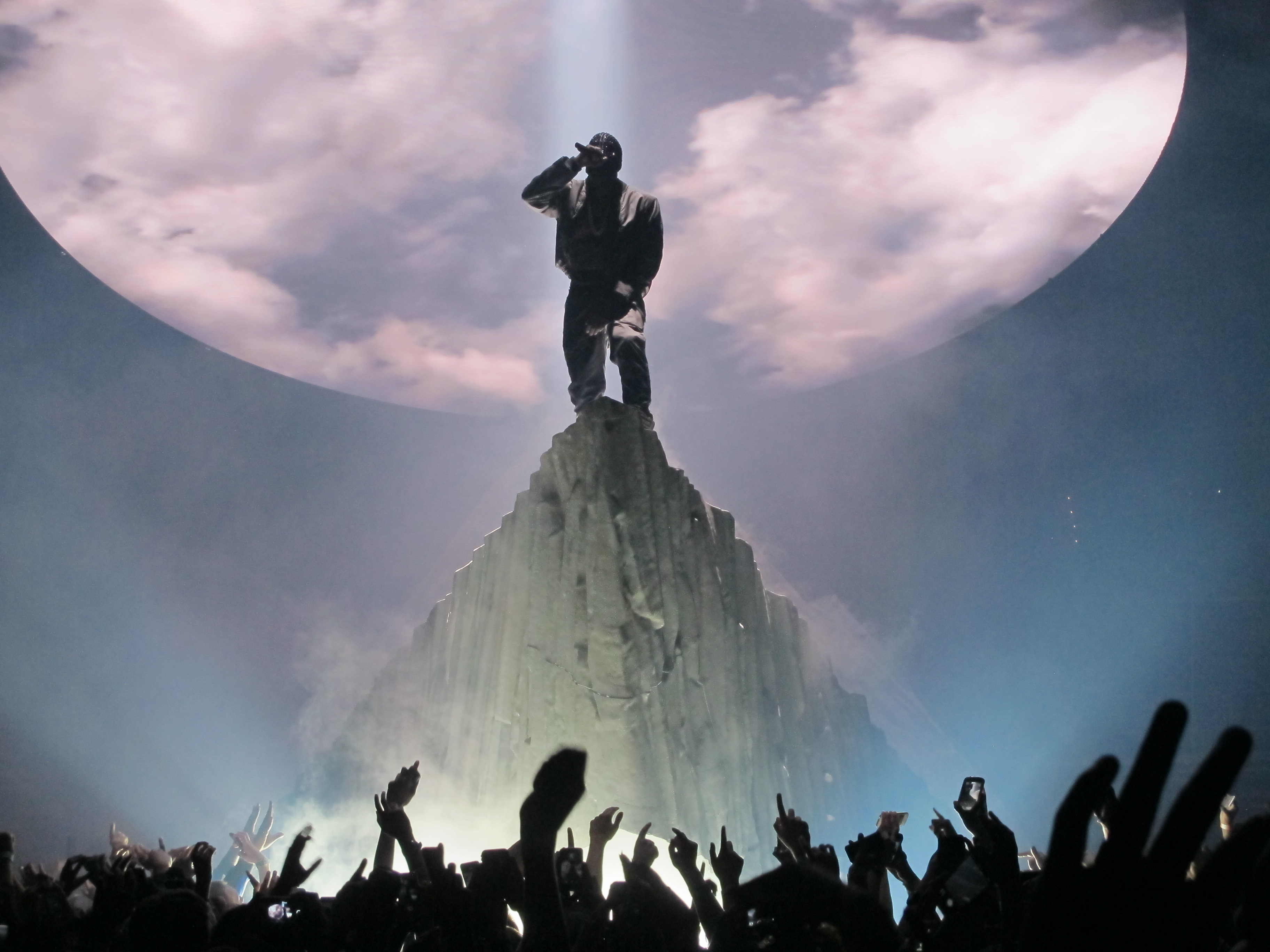
Kanye West al The Yeezus Tour (2013).

Yeezus és el sisè àlbum en solitari i el setè àlbum d'estudi del raper estatunidenc Kanye West, publicat el 18 de juny del 2013 sota el segell Def Jam Recordings. West reuní un seguit d'artistes i col·laboradors per a la producció de l'àlbum, entre els quals Mike Dean, Daft Punk, Noah Goldstein, Hudson Mohawke, Arca i Travis Scott, i arranjà cameos de Justin Vernon, Chief Keef, Kid Cudi, Assassin, King L, Charlie Wilson i Frank Ocean. Quinze dies abans de la seva publicació, West fitxà el productor Rick Rubin per aprimar el so de l'enregistrament i optar per un enfocament més minimalista.
Yeezus és considerada l'obra més experimental i abrasiva de West. Es nodreix a partir de diversos gèneres, entre els quals la música industrial, l'acid house, l'electro, la dancehall, el punk i el Chicago drill. També segueix amb l'ús poc convencional de samples característic de West; «Blood on the Leaves» interpola amb prominència la versió de Nina Simone de «Strange Fruit» del 1965. L'àlbum no té portada i l'edició física en CD es va publicar en una jewel case transparent amb un simple adhesiu vermell que incloïa els crèdits. La promoció inicial de Yeezus consistí en projeccions mundials de vídeo de la música de l'àlbum i actuacions televisades en directe. West publicà dos senzills de l'àlbum: «Black Skinhead» el juliol de 2013 i «Bound 2» el mes següent.
Yeezus fou aclamat per la crítica, alguns dels quals l'encasellaren com un dels millors treballs de West i celebraren la seva direcció temerària, encara que la resposta del públic es mostrà considerablement més dividida. L'àlbum debutà al número 1 de la Billboard 200, venent 327.000 còpies en la primera setmana de la seva publicació, i culminà les llistes de 30 països més. Yeezus fou nominada a dues categories als premis Grammy 2014, inclosa Millor Àlbum de Rap.

## Llista de pistes
| 1.            | «On Sight»            | Kanye West Guy-Manuel de Homem-Christo Thomas Bangalter Malik Jones Che Smith Elon Rutberg Cydel Young Derek Watkins Mike Dean                                        | Kanye West Daft Punk Dean [b] Benji B [b]                                                                                | 2:36  |
| 2.            | «Black Skinhead»      | West de Homem-Christo Bangalter Jones Young Rutberg Wasalu Muhammad Jaco Sakiya Sandifer Dean Watkins                                                                 | West Daft Punk Gesaffelstein [b] Brodinski [b] Dean [b] Lupe Fiasco [b] No I.D. [b] Jack Donoghue [b] Noah Goldstein [b] | 3:08  |
| 3.            | «I Am a God»          | West de Homem-Christo Bangalter Ross Birchard Justin Vernon Jones Smith Rutberg Young Dean Watkins Clifton Bailey Harvel Hart Anand Bakshi Rahul Burman               | West Dean Daft Punk Hudson Mohawke [a]                                                                                   | 3:51  |
| 4.            | «New Slaves»          | West Christopher Breaux Young Teachers Jones Smith Rutberg Sandifer Louis Johnson Dean Gabor Presser Anna Adamis                                                      | West Teachers [a] Dean [b] Travis Scott [b] Goldstein [b] Shama Joseph [b] Pope [b]                                      | 4:16  |
| 5.            | «Hold My Liquor»      | West Dean Vernon Keith Cozart Rutberg Smith Jones Alejandro Ghersi Young Watkins                                                                                      | Dean West Arca [b] Goldstein [b]                                                                                         | 5:26  |
| 6.            | «I'm In It»           | West Vernon Jeffrey Ethan Campbell Josh Leary Jones Young Sandifer Rutberg Dean Andre Harris Jill Scott Vidal Davis Carvin Haggins Kenny Lattimore                    | West Evian Christ [a] Dom Solo [a] Goldstein [b] Arca [b] Dean [b]                                                       | 3:54  |
| 7.            | «Blood on the Leaves» | West Birchard Rutberg Jones Tony Williams Young Dean Lewis Allen | West Hudson Mohawke Lunice Carlos Broady [a] 88-Keys [b] Dean [b] Arca [b]                                               | 6:00  |
| 8.            | «Guilt Trip»          | West Scott Mescudi Young Dean Larry Griffin, Jr. Keith Elam Kevin Hansford Dupre Kelly Chris Martin Al-Terik Wardrick Marlon Williams Terrence Thornton Tyree Pittman | West Dean S1 Travis Scott [b] Ackee Juice Rockers [b]                                                                    | 4:03  |
| 9.            | «Send It Up»          | West Johnson de Homem-Christo Bangalter Ghersi Mike Levy Sandifer Ab Liva Rutberg Dean Moses Davis Colin York Lowell Dunbar                                           | West Daft Punk Gesaffelstein [a] Brodinski [a] Arca [b] Dean [b]                                                         | 2:58  |
| 10.           | «Bound 2»             | West John Stephens Charles Wilson Pope Rutberg Young Jones Sandifer Dean Norman Whiteside Bob Massey Robert Dukes Ronnie Self                                         | West Pope [a] Eric Danchick [b] Goldstein [b] No I.D. [b] Dean [b]                                                       | 3:49  |
| Durada total: | Durada total:         | Durada total: | Durada total: | 40:01 |

Notes
- ^a  vol dir coproductor
- ^b  vol dir productor addicional
- «Black Skinhead» inclou la veu no acreditada de Lupe Fiasco
- «I Am a God» inclou la veu addicional de Justin Vernon
- «New Slaves» inclou la veu addicional de Frank Ocean
- «Hold My Liquor» inclou les veus de Chief Keef i Justin Vernon
- «I'm In It» inclou les veus de Justin Vernon i Assassin
- «Guilt Trip» inclou la veu no acreditada de Kid Cudi
- «Send It Up» inclou la veu de King L
- «Bound 2» inclou la veu addicional de Charlie Wilson

Ús de samples
- «On Sight» conté interpolacions de «Sermon (He'll Give Us What We Really Need)», composta per Keith Carter, Sr. i cantada per la Holy Name of Mary Choral Family, cantada per un cor diferent.
- «I Am a God» conté samples de «Forward Inna Dem Clothes», composta per Clifton Bailey III i H. Hart i tocada per Capleton; i samples de «Are Zindagi Hai Khel», escrita per Anand Bakshi i Rahul Burman i tocada per Burman, Manna Dey i Asha Bhosle.
- «New Slaves» conté samples de «Gyöngyhajú lány», escrita per Gábor Presser i Anna Adamis i tocada per Omega.
- «I'm In It» conté samples de «Lately», escrita per Vidal Davis, Carvin Haggins, Andre Harris, Kenny Lattimore and Jill Scott i tocada per Lattimore.
- «Blood on the Leaves» contains samples of «Strange Fruit», escrita per Lewis Allan i tocada per Nina Simone; i samples de «R U Ready», escrita per Ross Birchard i Lunice Pierre i tocada per TNGHT.
- «Guilt Trip» conté interpolacions de «Chief Rocka», escrita per Keith Elam, Kevin Hansford, Dupre Kelly, Christopher Martin, Alterick Wardrick i Marlon Williams, tocada per Lords of the Underground; i samples de «Blocka (Ackeejuice Rockers Remix)», escrita per Terrence Thornton i Tyree Pittman, tocada per Pusha T amb Travis Scott i Popcaan.
- «Send It Up» conté samples de «Memories», escrita per Anthony Moses Davis, Collin York i Lowell Dunbar i tocada per Beenie Man.
- «Bound 2» conté samples de «Aeroplane (Reprise)», escrita per Norman Whiteside i tocada per Wee; samples de «Bound», escrita per Bobby Massey i Robert Dukes i tocada per Ponderosa Twins Plus One; i samples de «Sweet Nothin's», escrita per Ronnie Self i tocada per Brenda Lee.

## Personal
Crèdits extrets de l'àlbum.
- Arca – programació addicional
- Ronnie Artis – cor
- Benji B – producció addicional
- Lorraine Berry – cor
- Delbert Bowers – assistent de mescles
- Brodinski – producció addicional
- Crystal Brun – cor
- Dave "Squirrel" Covell – assistent d'enginyeria
- Daft Punk – productor
- Andrew Dawson – enginyeria de so
- Mike Dean – producció addicional, enginyeria de so
- Uri Djemal – enginyeria de so del cor
- Jack Donoghue – producció addicional
- Sean Drew – cor
- Nabil Essemlani – assistent d'enginyeria
- Lupe Fiasco – producció addicional
- Alvin Fields – director del cor
- Chris Galland – assistent de mescles
- Chris Gehringer – masterització
- Gesaffelstein – producció addicional
- Noah Goldstein – producció addicional, programació addicional, productor associat, enginyeria de so, mescles
- Khoï Huynh – assistent d'enginyeria
- Sham Joseph – producció addicional
- Anthony Kilhoffer – enginyeria de so
- Timeka Lee – cor
- Ken Lewis – productor del cor, enginyeria, sons, sons vocals
- Eric Lynn – assistent de mescles
- Manny Marroquin – mescles
- Kevin Matela – assistent d'enginyeria
- Vlado Meller – masterització
- Hudson Mohawke – programació addicional, coproductor
- Frank Ocean – veus addicionals
- John Morgan – cor
- K. Nita – cor
- Sean Oakley – assistent d'enginyeria, assistent de mescles
- Keith Parry – assistent d'enginyeria
- Jessenia Pena – cor
- Raoul Le Pennec – assistent d'enginyeria
- Joe Perez – disseny gràfic
- Ché Pope – A&R, programació addicional, productor co-executiu
- Marc Portheau – assistent d'enginyeria, enginyeria de so
- Carmen Roman – cor
- David Rowland – assistent d'enginyeria
- Natalis Ruby Rubero – cor
- Rick Rubin – productor executiu
- Gloria Ryann – cor
- Teachers – coproductor
- Travis Scott – programació addicional
- Josh Smith – assistent d'enginyeria
- Matt Teitelman – percussió
- Kanye West – director creatiu, productor executiu, productor, veus
- Justin Vernon – veus addicionals
- Dylan Wissing – bateria
- Kenta Yonesaka – assistent d'enginyeria